# Chegem
Chegem (em russo:  Чеге́м; em cabardiano: Шэджэм) é uma cidade e o centro administrativo do distrito de Chegemsky da República de Cabárdia-Balcária, na Rússia, localizado a 10 quilômetros (6,2 mi) ao norte de Naltchik, à altitude de cerca de 470 metros (1 500 pé).

## História
Originalmente chamada Chegem Pervy (Чеге́м Пе́рвый), recebeu o status de assentamento de tipo urbano em 1972.[carece de fontes?] Em 2000, foi concedido o status de cidade e foi rebatizado como Chegem.[carece de fontes?]

## Status administrativo e municipal
No âmbito das divisões administrativas, Chegem serve como o centro administrativo do distrito de Chegemsky, ao qual está diretamente subordinado. Como uma divisão municipal, a cidade de Chegem é incorporada no distrito municipal de Chegemsky como o Assentamento Urbano de Chegem.

## Composição étnica
Até o censo de 2002, a distribuição étnica da população era:
- Cabardinos: 81,7%
- Bálcaros: 12,5%
- Russos: 3,4%
- Outras etnias: 2,4%